# Anthene millari
Anthene millari är en fjärilsart som beskrevs av Henry Trimen 1893. Anthene millari ingår i släktet Anthene och familjen juvelvingar. Inga underarter finns listade i Catalogue of Life.